# British Columbia Highway 5

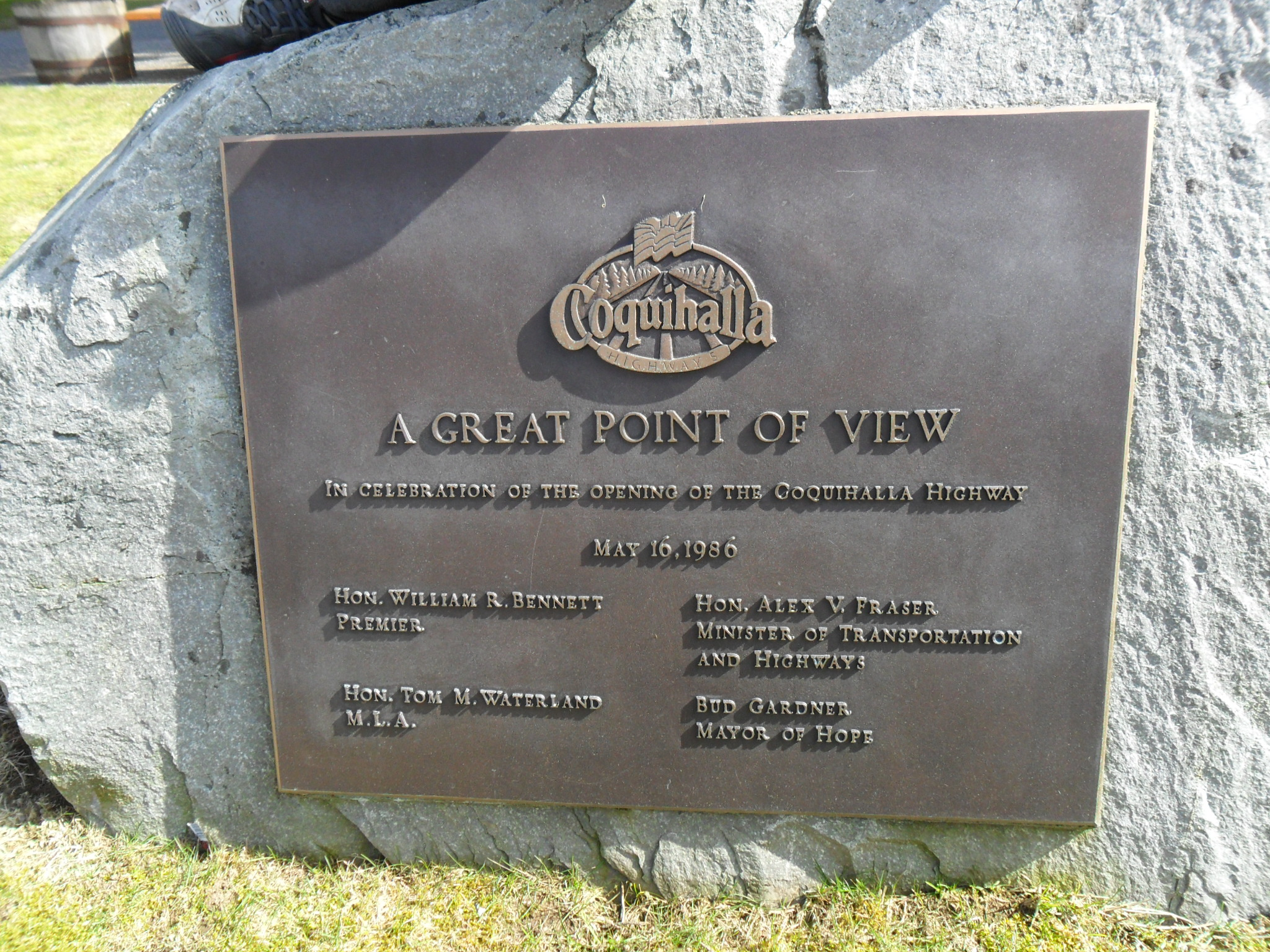
Tablica pamiątkowa z okazji otwarcia Autostrady Coquihalla w Hope, Kolumbia Brytyjska.

Autostrada 5 (ang. British Columbia Highway 5) – autostrada w prowincji Kolumbia Brytyjska w Kanadzie. Droga o długości całkowitej 542 km biegnie z południa na północ prowincji. Autostrada łączy południowy szlak Autostrady Transkanadyjskiej (Autostrada 1) z północnym odcinkiem szlaku Yellowhead (Autostrada 16). Zapewnia najkrótsze lądowe połączenie między Vancouver a Edmonton. Część drogi biegnąca na południe od Kamloops znana jest pod nazwą Autostrady Coquihalla. Z kolei północna część autostrady określana jest czasami Południową Autostradą Yellowhead.
Autostrady Coquihalla była drogą płatną do roku 2008.
Obecna Autostrada 5 nie jest pierwszą w Kolumbii Brytyjskiej o takim numerze. Od roku 1941 do 1953, odcinek obecnej Autostrady 97 oraz Autostrady 97A, pomiędzy Kaleden a Salmon Arm, był wyznaczony jako Autostrada 5. W 1953 roku oznaczenie „5” zostało przeniesione na Autostradę 5A, z południa od Kamloops na północ od tejże miejscowości. W 1986 roku Autostrada 5 została poprowadzona nowym szlakiem między Hope i Merritt. Odcinek drogi między Merritt a Kamloops został ukończony w 1987 roku. Całkowity koszt budowy pomiędzy Hope i Merritt wyniósł ok. 848 milionów dolarów.
Na południe od Kamloops Autostrada 5 bywa określana mianem Autostrady Coquihalla. Odcinek ten ma długość 186 km. Liczba pasów ruchu jest zmienna i wynosi 4 lub 6. Początkowo ograniczenie prędkości wynosiło 110 km/h, jednakże dnia 2 lipca 2014 r. zostało podniesione do 120 km/h.
W roku 2003 Gordon Campbell, premier prowincji, oznajmił, że zyski z myta zostaną przekazane prywatnemu podmiotowi wraz z odpowiedzialnością za zarządzanie i utrzymanie drogi. Spotkało się to z ostrym sprzeciwem zarówno opinii publicznej, jak i licznych przedsiębiorstw prywatnych. W związku z tą falą krytyki rząd prowincji wycofał się ze swoich planów 3 miesiące później.
26 września 2008 r. o godz. 13:00, rząd prowincjonalny zaprzestał pobierania myta za przejazd Autostradą Coquihalla. W następstwie znaki oraz bramki poboru opłat zostały zdemontowane.
Mimo że szlak Yellowhead wchodzi w skład sieci Autostrady Transkanadyjskiej, to odcinek Autostrady 5 nie jest oznaczany takim mianem.

## Galeria zdjęć

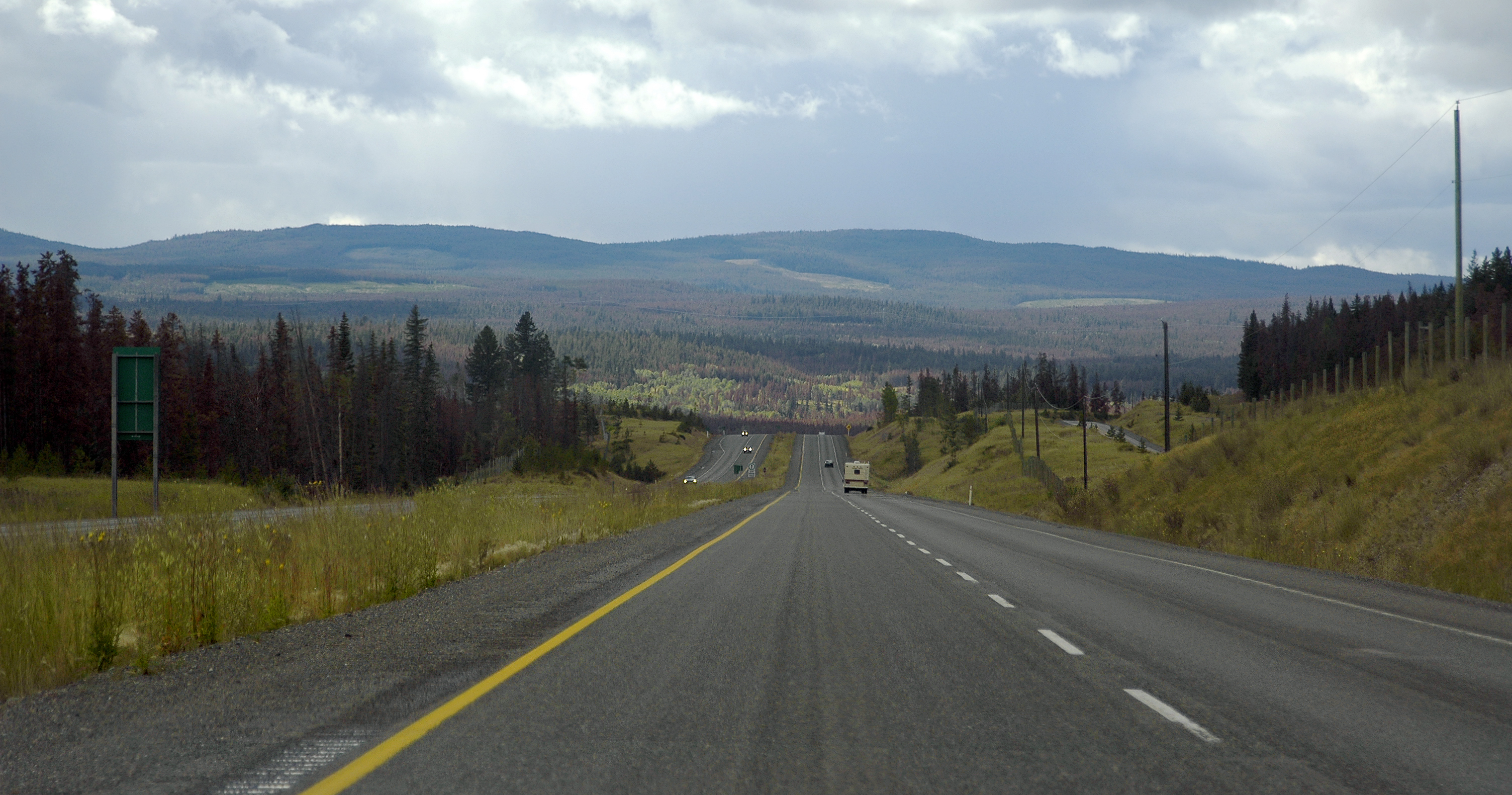
Autostrada nr 5 biegnąca przez Płaskowyż Thompsona.
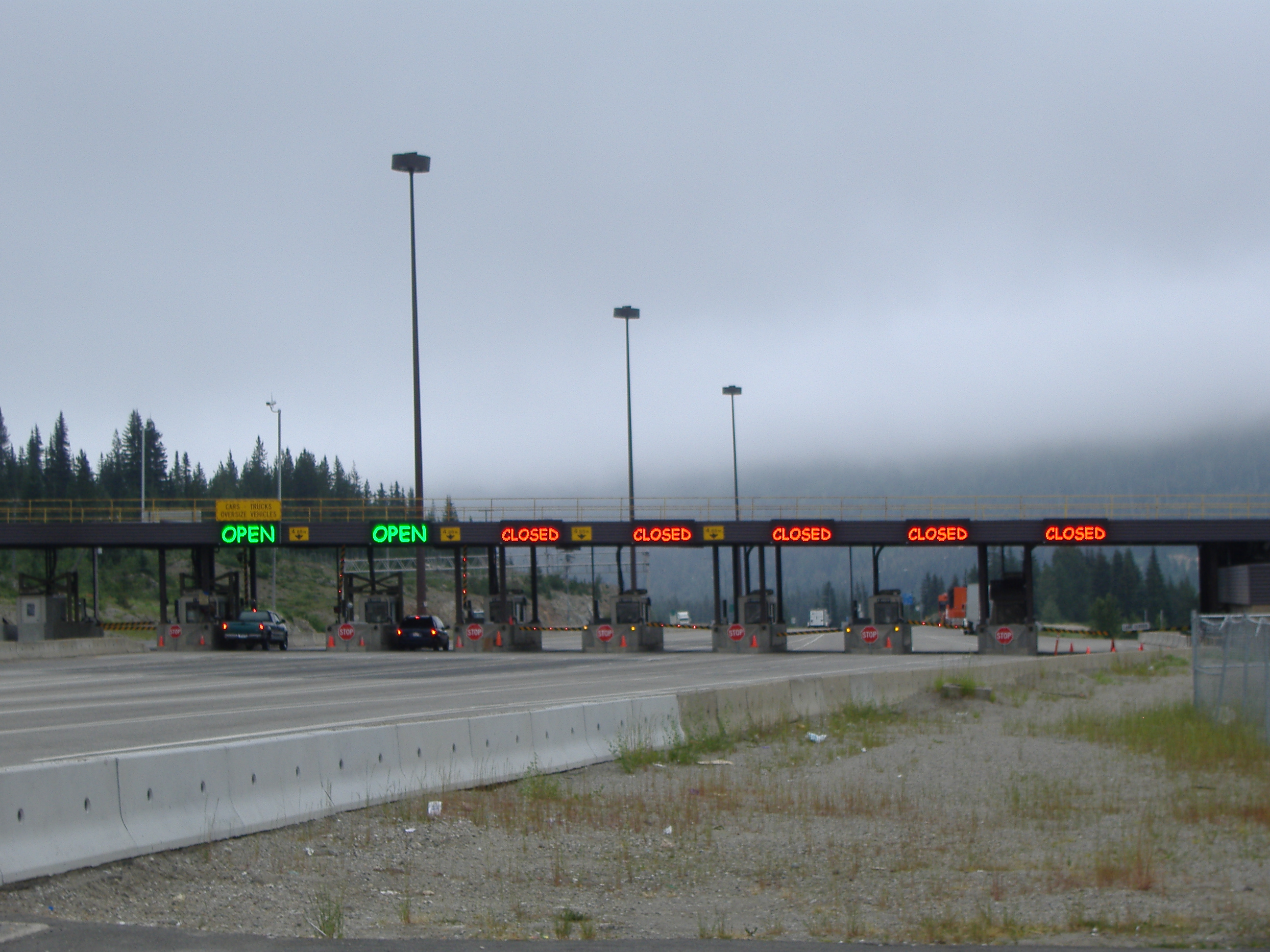
Bramki poboru opłat niegdyś wyznaczały połowę drogi między miejscowościami Hope i Merritt.
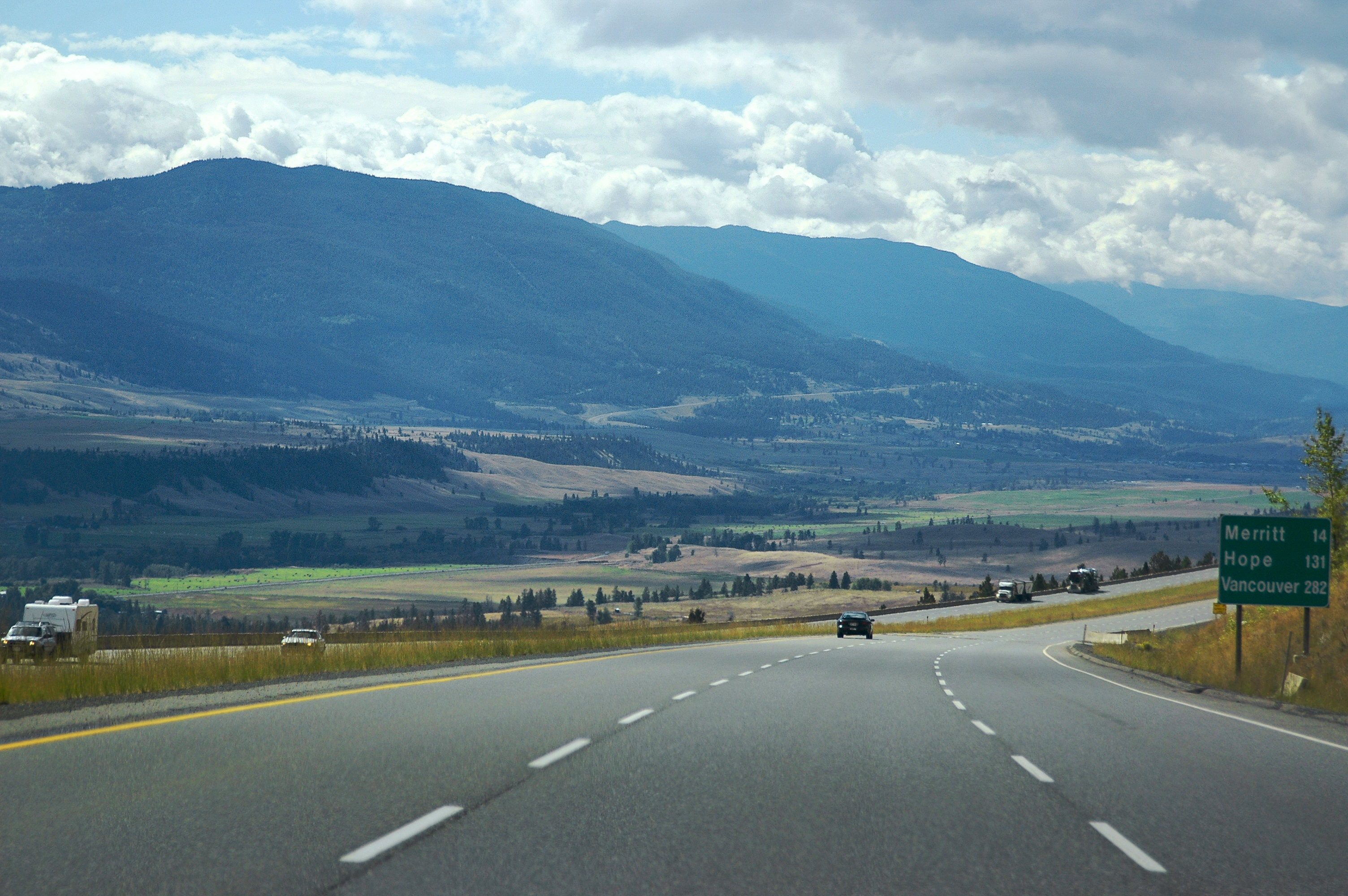
Widok na dolinę Nicola Valley w kierunku południowym.
Centrum miasteczka Valemount widziane z zachodniej części Autostrady 5.